# Jakabffy Dezső
Jakabffy Dezső, teljes nevén: Jakabffy Dezső Zsigmond Ferenc (Szatmárnémeti, 1895. február 19. – Sepsiszentgyörgy, 1965. október 2.) színész, rendező, színigazgató.

## Életútja
Apja, Jakabffy Lajos Szeged város főmérnök-műszaki tanácsosa, anyja Péchy Judit volt. Rákosi Szidi színésziskoláját 1912-ben végezte el, két év múlva mint énekes-szerelmes színész Miskolcon, Palágyi Lajosnál működött, majd Max Reinhardtnál rendezői stúdiumokat folytatott. Külföldi tanulmányútjáról visszatérve, az első világháborút mint tartalékos hadnagy küzdötte végig. Az első színész-katona volt, akit a csernowitzi ütközet alatt tanúsított magatartásáért nagy arany vitézségi éremre terjesztették fel, továbbá a nagy ezüst vöröskereszt II. o. jelvény tulajdonosa lett.
1917. szeptember 1-jén házasságot kötött Halmos (Heller) Máriával. 1928-ban elváltak. Tíz esztendőt Erdélyben töltött, mint rendező. 1918 és 1925 között Aradon, 1925–28-ban Fekete Mihálynál szerepelt és rendezett Temesváron, Marosvásárhelyen, valamint Szatmárnémetiben is. 1928-ban elismerő oklevelet kapott Szendrey Mihály igazgatótól és az aradi Magyar Párttól. Ekkor Magyarországra költözött át. 1929. június 16-án vitézzé avatták, 1930-32-ben a pécsi színház tagja lett, 1933–36-ban Debrecenben működött.
Két évig volt a pécsi színház igazgatóhelyettes-főrendezője, majd 1938–39-ben a Mohács–Nagykanizsa–Szentes–Szombathely színikerület igazgatója. 1939 és 1942 között a cseretársulati rendszerként irányította együttesét. 1942–43-ban fellépett társulatával Szatmárnémetiben, Máramarosszigeten, Désen és Nagybányán tartott előadásokat. A második világháború után a szatmárnémeti Városi Színházat igazgatta 1948-ig, majd megszüntették az intézményt. Ekkor egy szövetkezetben vállalt munkát, majd 1953-tól a Sepsiszentgyörgyi Állami Magyar Színház rendezője volt egészen nyugdíjba vonulásáig.

## Fontosabb rendezései
- Huszka Jenő: Gül Baba
- Gárdonyi Géza: A bor
- Indig Ottó: A torockói menyasszony
- Zilahy Lajos: Tűzmadár
- Márai Sándor: Kaland